# 踊るミエ
踊るミエ（おどるみえ、1996年6月2日 - ）は栃木県出身の日本のボーカリスト、ダンサー、プロデューサー。
昭和40年代（1960年代後半から70年代前半）のカルチャーを好み、その時代の文化普及のために歌手、ダンサーとして活動を行う。
キャッチコピーは『平成生まれの昭和オンナ 歌って踊るゴーゴーガール』